# Lucas Buelvas
Lucas Buelvas (Montería; 25 de enero de 1991) es un actor colombiano hermano del  actor Carlos Buelvas, conocido por su papel en Los graduados y por interpretar Caleb Daza, el actual locutor de Tu voz estéreo.

## Biografía
Al inicio en el medio de la actuación a sus 18 años por medio de su hermano el también actor Carlos Buelvas aunque el actor deseaba ser futbolista sus gastos no le daban para conseguir esa carrera a lo que decidió dedicarse a la actuación, desde hace dos años es el protagonista del programa Tu voz estéreo, trabajo por primera vez en la serie Padres e hijos. Asegura que ahora no se ve desarrollado en ninguna profesión que no sea en el mundo de la televisión.

## Filmografía

### Televisión
| Año       | Título                 | Personaje               | Canal              |
| --------- | ---------------------- | ----------------------- | ------------------ |
| 2025      | Delirio                |                         | Netflix            |
| 2025      | Medusa                 | Diego                   | Netflix            |
| 2024      | La sustituta           |                         | Vix                |
| 2022      | Enfermeras             | Alberto Noguera         | Canal RCN          |
| 2020      | Confinados             | Ernesto Córdoba         | Canal RCN          |
| 2017      | La Cacica              | Hernando 'Nando' Molina | Caracol Televisión |
| 2017      | El Comandante          |                         | Canal RCN          |
| 2016-2020 | Tu voz estéreo         | Caleb Daza              | Caracol Televisión |
| 2016      | La niña                | Rubén                   | Caracol Televisión |
| 2013-2014 | Los graduados          | Juan "Juancho" López    | Canal RCN          |
| 2013-2014 | El día de la suerte    |                         | Canal RCN          |
| 2013      | Hilos de sangre azul   | Juancho                 | Canal RCN          |
| 2012-2013 | Casa de reinas         |                         | Canal RCN          |
| 2012      | Historias clasificadas |                         | Canal RCN          |
| 2011      | A mano limpia          |                         | Canal RCN          |
| 2010-2011 | A corazón abierto      | Luis                    | Canal RCN          |
| 2008-2009 | Padres e hijos         | Grafito                 | Caracol Televisión |

## Programas
| Año  | Título                 | Personaje | Nota    |
| ---- | ---------------------- | --------- | ------- |
| 2020 | Pasus 3 En casa        | Invitado  | Youtube |
| 2019 | Sketch franja de humor |           |         |